# Бициклистички савез Југославије
Бициклистички савез Југославије или (БСЈ) је основан 23. маја 1920. прво као Југословенски котурашки савез, који као такав делује до Априлског рата 1941. Након Ослобођења, при Фискултурном одбору Југославије (ФОЈ, односно Фискултурном савезу Југославије (ФИСАЈ) оснива се најпре Одбор за бициклизам, а потом на оснивачкој скупштини 1. августа 1948. одржаној у Београду обновљен је рад предратног савеза под новим називом, „Бициклистички савез Југославије“ — као удружење републичких и покрајинских бициклистичких савеза. Органи БСЈ су тада били: Конференција, Извршни одбор, Стручни савет, Комисија за састав репрезентације, Организациони одбор трке кроз Југославију, Збор бициклистичких судија и Збор бициклистичких тренера. Бициклистички савез Југославије је био члан УЦИ - Светске бициклистичке федерације од 1920, унутар које је деловао ФИАЦ (Међународна федерација за аматерски бициклизам), АЈОЦЦ (Удружење међународних бициклистичких трка) и др. Распадом СФРЈ, а касније и СР Југославије 2002. године савез под овим именом је престао да постоји, улогу је преузео Бициклистички савез Србије и Црне Горе од 2003. до 2006. године, а потом од 2007. године Бициклистички савез Србије.
Следи преглед првих учешћа бициклиста Југославије на великим такмичењима у бициклизму, поређани по годинама догађања.

## Првенство Југославије у друмском бициклизму
Ово првенство је било у организацији Бициклистичког савеза Југославије, одржавано у две дисциплине:
- Првенство Југославије у друмској вожњи
- Првенство Југославије у вожњи на хронометар (трка на време)

### Првенство Југославије у друмском бициклизму — друмска вожња
После завршетка Првог светског рата одржано је 21. септембра 1919. прво Првенство Југославије у друмском бициклизму 1919. на релацији Цеље—Загреб (100 km). Први победник је био Јосип Павлија члан загребачког Сокола.

### Првенство Југославије у друмском бициклизму — трка на време
Прво првенство је одржано 1966 у Загребу на 40 km. Победио је Цвитко Билић други Франц Шкерљ а треће место су делили Руди Валенчић и Л. Павлик

### Првенство Југославије у друмском бициклизму — екипно
Прво екипно Првенство Југославије одржано је 1947. године на релацији: Марибор—Цеље—Вранско—Марибор у дужини од 198 km. Победници су били:
1. Србија (Александар Зорић, Ј Трифуновић, Ј Павлик)
2. ЈНА
3. Хрватска

## Првенство Југославије у брдском бициклизму
Прво првенство у брдском бициклизму одржано је 1925. на цести Врхника—Логатец 6 km са успоном од 6%. Победио је Иван Крањц

### Првенство Југославије у брдском бициклизму — трка на време
Прво брдско првенство Југославије на време (касније на хронометар) одржана је 1948. на релацији Сарајево—Требевић (10 km). Победници су били:
1. Миро Глајзер
2. Милан Поредски
3. Г. Сирони

## Првенство Југославије у циклокросу

### Првенство Југославије у циклокросу — трка на време
Прво првенство Југославије је одржано у Пули 1971. на стази од 14 km.
1. Цвитко Билић
2. Тони Кунавер
3. Иван Брицељ

## Првенство Југославије на велодрому
Прво првенство Југославије на велодрому одржано је у три дисциплине
брзинско 1.000 m са 200m спринта - појединачно
1. Милан Поредски
дохватна вожња 400 m - појединачно
1. Милан Поредски
дохватна вожња 400 m — екипно
1. Хрватска
Па првенству одржаном 1953. додата је дисциплина
1.000  на време
1. Веселин Петровић

## Трка кроз Југославију

### Трка кроз Југославију — појединачно
Прва међународна трка у земљи пре рата била је Кроз Хрватску и Словенију одржана 1937. која од 1955. мења назив у Трка кроз Југославију. Прва трка је одржана у три етапе са укупно 510 km. Победници су били: 
1. Аугуст Просеник
2. Стјепан Гргац
3. Франц Гартнер

## Олимпијске игре
Прво учествовање репрезентације Југославије у организацији Југословенског котурашког савеза је било на Летњим олимпијским играма 1924. у Паризу. Репрезентативци су се такмичили у друмском бициклизму у појединачној и екипној конкуренцији. У трци од 188 km у појединачној конкуренцији су учествовали :
Ђуро Дукановић — 7:11:23,6 35 место
Јосип Косматин — 7:18:24,0 36 место
Коломан Совић — 7:21:35,0 41 место
Милан Трубан — 7:53:40,0 50 место
Победник Француз А. Бланшоне (А.Blanchonnet) је имао време 6:20:48,0.
За екипно првенство су се узимали пласмани прве тројице сваке репрезентације. Југославија је заузела 13 место резултатом 21:57,22,6, Први су били Французи резултат 19:30:14,0

## Светско првенство у друмском бициклизму
Аматери појединачно
На светском првенству 1926. у Милану учествовала је први пут репрезентација Југославије Стаза је била Милано—Торино 186 km

## Тур де Франс
На трци Тур де Франс 1936. (21 етапа 4.442 km) учествовали су Франц Абулнар, Стјепан Гргац, Р. Фикет и Стјепан Љубић и сви су одустали у току трке.

## Трка мира
Прва Трка мира одржана је 1948. на релацији Варшава—Праг у дужино 872 km у 5 етапа. У појединачној конкуренцији победник је био репрезентативац Југославије Аугуст Просеник
1. август Просеник, Југославија
2. Р. Сеимински, Пољска
3. В. Војцик, Паљска
Пласма осталих чланова репрезентације 7. Бранко Бат, 12. Фрањо Варга, 18. Јосип Шолман, 19. Антон Страин 22. Г Челесник, 24. Ј. Павлик, 39, Д. Јешић и П. Бакић који је одустао.
У Екипном пласману победила је репрезентација Пољске, друга је била Чехословачка, док је Југославија заузела треће место.

## Трка кроз Европу (Тур д‘Еуроп)
Ова трка је одржана само једанпут 1956. на релацији Загреб—Намуру, Белгија) у 10 етапа (1.760 km). 
У појединачној конкуренцији победио је R.Riviere из Француске, а репрезентативци Југославије су заузели следећа места 12. Веселин Петровић, 19. Иван Левачић, 29. Алојз Бајц, 41. Божидар Цвејин док су Невио Валчић, Ђоеђе Вуксан и Јанез Жировник одустали. 
У екипној конкуренцији победила је Француска, а Југославија је била шеста.

## Трка будућности (Тур д'Авенир)
Прва трка је одржана 1961. у 14. етапа (2.209 m). Победила је Италија G. de Rosso а репрезентативци Југославије су заузели следећа места: 5. Иван Левачић, 62. Алојз Бајц, 67. Јоже Шебеник 70. Андреј Болтежар, 71 Веселин Петровић, док су Т. Миленкович, Невио Валчић и Јанез Жировник су одустали.